# Tinodes altsahir
Tinodes altsahir là một loài Trichoptera trong họ Psychomyiidae. Chúng phân bố ở miền Cổ bắc.